# Awonder Liang
Awonder Liang (* 9. April 2003, in Madison, Wisconsin) ist ein US-amerikanischer Schachspieler, der den Titel eines Großmeisters trägt. Mit 14 Jahren qualifizierte er sich als drittjüngste Amerikaner für den Großmeistertitel, nach Abhimanyu Mishra und Samuel Sevian. Liang war zwei Mal Schachweltmeister in seiner Altersklasse.

## Schachkarriere
Bei seiner Teilnahme am Hales Corners Challenge Schachturnier in Milwaukee, Wisconsin wurde Liang im April 2011, im Alter von acht Jahren und sieben Tagen, der jüngste Amerikaner im Status eines „Experten“ der United States Chess Federation (USCF) mit 2000 oder mehr USCF-Wertungspunkten. Damit brach Liang den früheren Rekord, gehalten von Samuel Sevian, um 64 Tage. Liangs Rekord wurde später von Abhimanyu Mishra gebrochen, der mit sieben Jahren, sechs Monaten und 22 Tagen den Status eines Experten der USCF erreichte.
Am 5. August 2011 besiegte er im Alter von acht Jahren und 118 Tagen als jüngster Spieler einen Internationalen Meister in einer klassischen Partie. Dies gelang ihm in der 6. Runde der U.S. Open in Orlando (Florida), als Liang IM Daniel Fernandez (zu diesem Zeitpunkt mit einem Rating von 2401 Elo und USCF 2448) besiegte. Damit wurde der Rekord, der vorher von Fabiano Caruana gehalten wurde, durch Liang um vier Monate und 15 Tage verbessert.
Am 27. November 2011 gewann er die Goldmedaille in der Altersklasse U8 der Jugendweltmeisterschaften im Schach in Caldas Novas, Brasilien. Dieser Sieg brachte ihm den Titel des U8-Schachweltmeisters und den Titel des FIDE-Meisters ein.
Im Alter von neun Jahren und 111 Tagen gelang Liang am 29. Juli 2012 ein weiterer Rekord, als er, in der dritten Runde des Washington International in Rockville (Maryland) als jüngster Spieler, der jemals einen Großmeister in einer klassischen Turnierpartie schlagen konnte, GM Larry Kaufman besiegte.
Bei den Jugendweltmeisterschaften im Schach 2013, in Al Ain (Vereinigte Arabische Emirate), gewann Liang in der Altersklasse U10.
Am 30. Juni 2014 wurde Awonder Liang im Alter von elf Jahren und 92 Tagen bei der 2nd Annual DC International der jüngste Amerikaner, der eine Norm für den Titel des Internationalen Meisters (IM) erreichte. Seine dritte und letzte IM-Norm erhielt er am 25. November 2015 in Dallas im Alter von zwölf Jahren, sieben Monaten und sechs Tagen und wurde damit der jüngste Amerikaner, der sich jemals für den Titel eines Internationalen Meisters qualifiziert hat.
Im Mai 2017 errang Liang seine letzten beiden Großmeister-Normen in zwei aufeinanderfolgenden Turnieren bei den Spring Chess Classic in St. Louis (Gruppe B) und dem Chicago Open, wobei er letzteres am 29. Mai gewann. Damit war Liang der zehntjüngste Spieler, der jemals den Großmeistertitel im Schach erlangte.
Liang studiert an der University of Chicago. Sein Studienfach wollte er auf eine entsprechende Frage nicht nennen, er habe verschiedene Kurse belegt und sich noch nicht für ein Hauptfach entschieden.